# Interporto di Trento
L'interporto di Trento è un'infrastruttura atta a servire le esigenze degli operatori che lavorano nel settore dello stoccaggio e della movimentazione delle merci; si tratta di un nodo logistico per l'accesso ai mercati dell'Europa centro-settentrionale, essendo collocato lungo l'asse 1 Berlino-Palermo delle Reti transeuropee dei trasporti.
Collocato lungo l'asse del Brennero si offre come cancello di ingresso italiano e snodo di collegamento e distribuzione per le regioni italiane del nord-est.
La piattaforma si trova nella zona di Trento Nord dove confluiscono la Strada statale 47 della Valsugana, la circonvallazione provinciale di Lavis S.P. 235 e la circonvallazione di Trento. Il collegamento autostradale è assicurato dal casello "Trento Nord" sull'Autostrada A22 del Brennero, a circa 200 metri dall'entrata dell'interporto.
È dotato di un terminal ferroviario di circa 150.000 m² che effettua i servizi di trasporto intermodale:
- in modalità accompagnata (RO.LA.): l'intero automezzo viene caricato sul treno, mentre l'autista svolge il riposo previsto per legge in apposite carrozze.
- in modalità non accompagnata: container, casse mobili e semirimorchi vengono caricati sul treno.
- in modalità convenzionale: inerti, legname, materiali sfusi o su pallet vengono caricati sul treno.

Si sviluppa su un'area di 100 ettari su cui sono dislocati: 
- magazzini e uffici per trasportatori, spedizionieri, corrieri e commercio all'ingrosso
- l'autoparco
- scalo intermodale dotato di 9 binari
- scalo ferroviario pubblico
- piazzale di movimentazione delle merci
- sezione doganale, Guardia di Finanza e servizi doganali
- centro Direzionale, centro congressi, hotel, bar, ristorante, banca.